# 伝説の船
『伝説の船』（でんせつのふね 原題：The Ship Errant）は、アメリカ合衆国の作家ジョディ・リン・ナイが書いたSF小説である。原案はアン・マキャフリイ。「歌う船シリーズ」としては、宇宙船を舞台としない「戦う都市」も含めて6作目の作品である。

## あらすじ
キャリエル（親しい者はキャリと呼ぶ）とケフは、惑星オズランで地球からの移民の子孫と玉蛙（透明な球に入った両棲類）たちの、共同社会を作り上げることに成功した。今回は玉蛙たちの故郷の惑星を、探してほしいという依頼があった。玉蛙たちもおよそ1000年前に、どこかの惑星からオズランに移住してきたというのだ。

## 登場する主な人間および異星人
- キャリエル - サイボーグ宇宙船になった女の子。愛称はキャリ。
- ケフ - キャリエルの相棒を務める筋肉（ブローン）。
- 高い眉 - 惑星オズランの玉蛙たちの代表。
- 滑らかな手 - 惑星クリディの評議会の長老。
- つぶらな瞳 - 惑星クリディの評議会委員。
- サンダーストーム - 惑星テレリエの宇宙計画責任者。
- サンセット - サンダーストームの助手。
- ビスマン - 宇宙海賊の首領。地球人。

## 書誌情報
『伝説の船』 嶋田洋一訳 創元SF文庫 1998年4月17日 ISBN 4-488-68309-6